# سرحد (بلوچستان)
سرحدِ بلوچستان به معنای مرزهای شمالی بلوچستان، یکی از دو نواحی بلوچستانِ ایران را شامل می‌شود. سرحد ناحیه‌ای با فلات خشک و مرتفع و کوهستانی در استان سیستان و بلوچستان است که به وسیلهٔ تشکیلات رسوبی، برونزدهای آتشفشانی و درّه‌هایی با ابعاد مختلف بریده شده.
بزرگ‌ترین دره این ناحیه، درّهٔ خاش و بلندترین دامنه کوهستانی این ناحیه کوه تفتان است که از منظر عارضه‌نگاری غالب ناحیه کوه تفتان و آتشفشانی نیمه فعال می‌باشد. ارتفاع زیاد سبب اعتدال ناحیه می‌شود با این حال، اقلیم آن در تابستان‌ها گرم و خشک و در زمستان‌ها سرد و در هر ماه با بارندگی است که متوسط بارندگی آن ۲۷۸ میلی‌متر در سال می‌باشد. امروزه به شهرستان‌های خاش، میرجاوه، زاهدان و نوک آباد (تفتان)، گلشن، سراوان و سیب و سوران و کلیه توابع این ناحیه را سرحدِ بلوچستان می‌گویند.

## موقعیت جغرافیایی
ناحیه سرحد واقع در شمال بلوچستان ایران و از غرب به کوه‌های جبال بارز در استان کرمان، از شرق به کوه‌های نواحی واشک خاران و ناحیه چاغی در پاکستان، از جنوب به ناحیه مکران در استان سیستان و بلوچستان و از شمال به ناحیه سیستان در استان سیستان و بلوچستان محدود می‌شود.
ناحیه سرحد شامل شهرستان خاش در جنوب و جنوب غربیِ ناحیه، که به منطقه مکران منتهی می‌شود، شهرستان سراوان در جنوب شرق ناحیه، شهرستان تفتان (نوک آباد) در مرکزِ ناحیه و شهرستان زاهدان در شمالِ ناحیه منتهی به مرز سیستان قرار دارند.

## حاکمیت در تاریخ معاصر

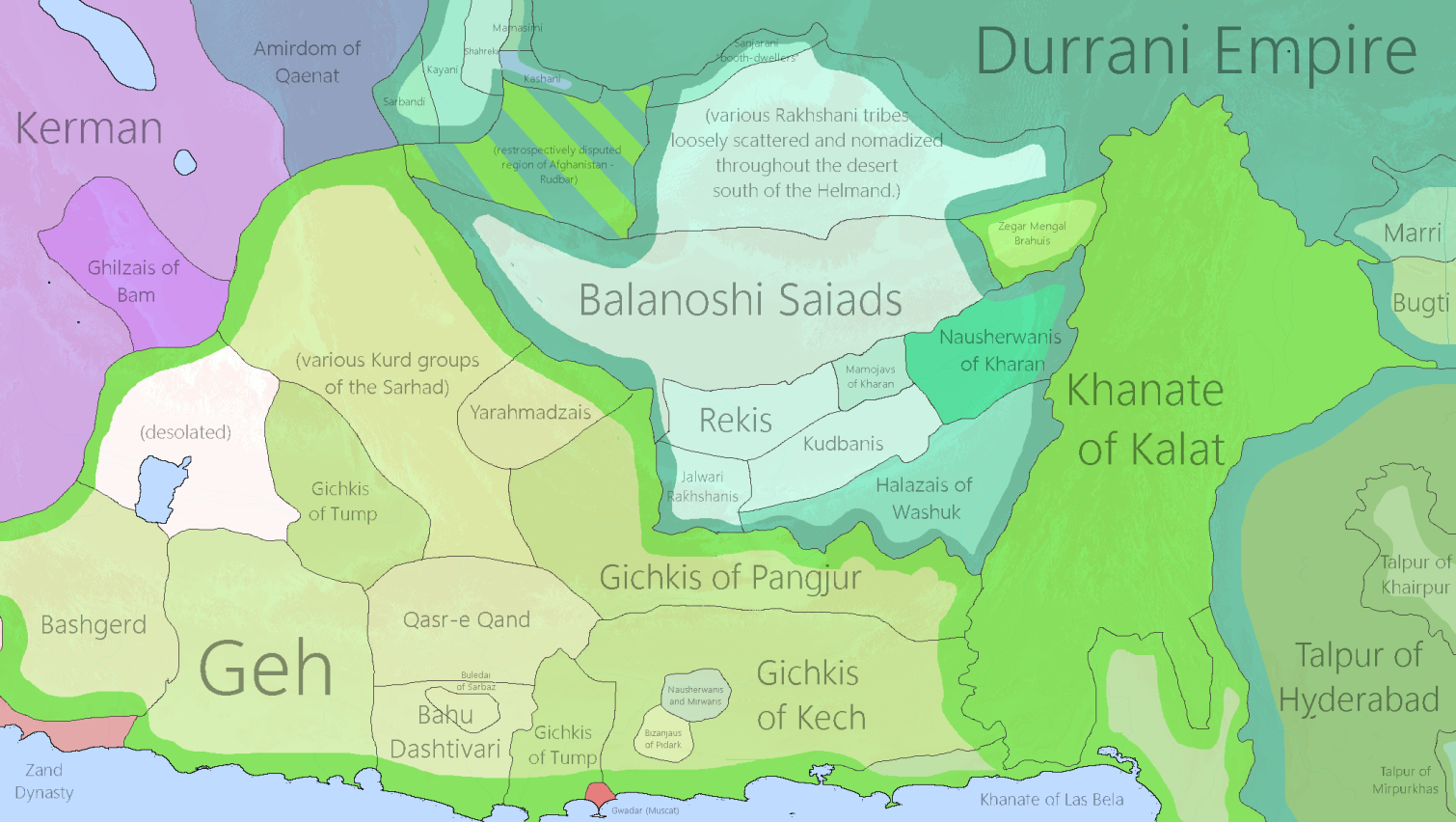
مطابق با تصویر ایالت سرحد یکی از ایالت‌های تابع دولت خانات کلات بود که توسط گروه‌های کُرد به صورت کنفدراسیونی اداره می‌شد.

منطقه سرحد قبل از معاهده و مرزبندی گلد اسمیت در سال ۱۸۷۱ که موجب جداسازی بلوچستان ایران از اراضی خانات کلات و اهدا به ایران قاجاری شد،به صورت یک ایالت با نام «ایالت سرحد» با مرکزیت خاش تابع و جزء اراضی حکومت کنفدراسیونی خانات کلات بود که توسط قبایل بلوچ اداره می‌شد. بعد از قرار داد گلد اسمیت و اهدای بلوچستان ایران به قاجار باز هم سرحد با مرکزیت خاش به صورت قبایلی توسط قبایل بلوچ اداره می‌شد.

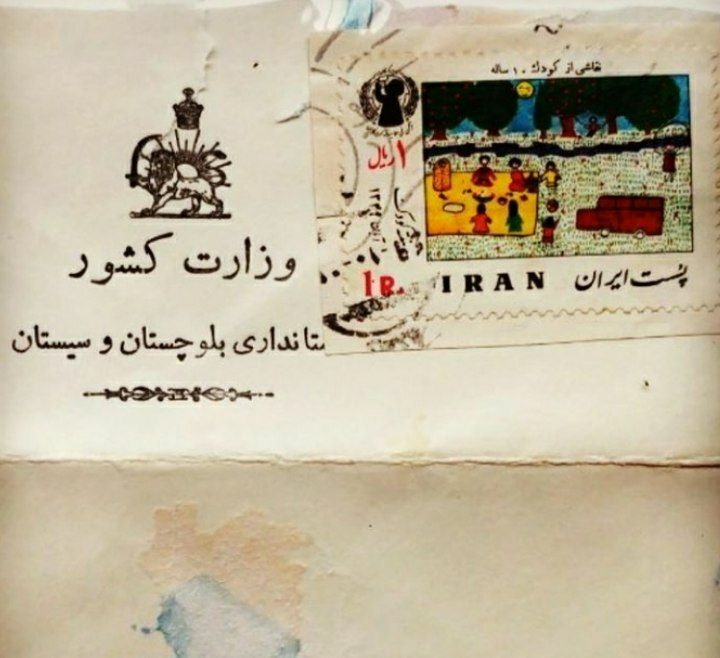
نامه وزارت کشور به استانداری بلوچستان و سیستان در دوره پهلوی دوم نام این استان در اوایل دوره جمهوری اسلامی از استان بلوچستان و سیستان به سیستان و بلوچستان تبدیل شد.

بعد از فتح بلوچستان ایران توسط رضا شاه سرحد تابع دولت پهلوی شد و به همراه مکران در تقسیمات سال ۱۳۱۶ جزء استان هشتم استان کرمان و بلوچستان قرار گرفتند. به ترتیب استان کرمان و بلوچستان شامل شهرستان‌های ۱ـ کرمان ۲ـ بم ۳ـ بندرعباس ۴ـ خاش بود که خاش مرکزیت کل بلوچستان را بر عهده داشت. و در آن زمان زاهدان به صورت روستایی با نام دزآپ از توابع شهرستان خاش بود.
سپس در سال ۱۳۲۵ و ۱۳۲۶ با جدا شدن و شهرستان شدن زاهدان مرکزیت بلوچستان از خاش به زاهدان منتقل شد و برای اولین بار ایده فرمانداری کل با نام «فرمانداری کل بلوچستان» با مرکزیت زاهدان ایجاد گشت که شامل استان سیستان و بلوچستان فعلی می‌شد.
فرمانداری در این نوع تقسیم، ابتدا مستقل از استانداری بود، ماده ۲ مصوبه تغییر کرد و به جای کلمه «والی» عبارت «فرماندار کل» که هم ردیف با استاندار بود قرار گرفت.
حوزهٔ بلوچستان با نام «فرمانداری کل بلوچستان» مرکب از ۳ فرمانداری تابعه سراوان، ایرانشهر و چابهار با مرکزیت زاهدان تحت نظر یک مأمور عالی‌رتبه به نام والی از طرف مرکز (تهران) اداره می‌شد. ضمن آن که زابل هم از استان نهم جدا و به بلوچستان الحاق شد
طولی نکشید که در سال ۱۳۳۶ فرمانداری کل بلوچستان به «استان بلوچستان و سیستان» تبدیل شد و مرکزیت آن در زاهدان قرار داشت. نام استان بلوچستان و سیستان در اوایل دوره جمهوری اسلامی به سیستان و بلوچستان تغییر یافت.

## نواحی بلوچستان
ناحیه سرحد (شامل زاهدان تا انتهای خاش و سراوان) به همراه ناحیه مکران (شامل ایرانشهر تا چابهار) نواحی بلوچستان ایران در استان سیستان و بلوچستان هستند که سرحد در شمال مکران قرار دارد و با نام سرحدِ بلوچستان شناخته می‌شود. سیستان (شامل زابل،زهک و نیمروز) در شمال بلوچستان است.اینان در اصل روایتگر مرزهای شمالی و انتهایی بلوچستان است که به زهک سیستان منتهی می شود.

## جاذبه‌های تاریخی و گردشگری
- مسجد جامع مکی زاهدان یکی از بزرگ‌ترین مساجد اهل سنت در جهان
- کوه تفتان[۲۲]از مشخصات عمده این ناحیهٔ کوهستانی، درّه‌های عمیق است که کوه تفتان در مرکز آن واقع شده است. ظاهر اکثر مناطق ناحیهٔ سرحد، خشک و کوهستانی است امّا دامنه‌های تفتان را می‌توان تا حدودی استثناء گرفت که حاصل آبی است که با آب شدن برف‌ها در قلّهٔ تفتان در تابستان سرسبز شده است.
- روستای تمندان یکی از زیباترین و سرسبزترین روستاهای بلوچستان که در کوه پایه کوه تفتان قرار گرفته و از تمام خاک‌های بلوچستان حاصلخیزی بیشتری دارد که میوه معروف آن زرد آلوی خاصش است. احتمال وجود شهر یا محوطه باستانی عظیمی در این کوه پایه‌های تفتان داده می‌شود چرا که یکی از بهترین بوم سازگان‌های کشور محسوب می‌شود و بی تردید یکی از سکونت گاه‌های انسان‌های ادوار گذشته بوده است.
- کوه پنج انگشت خاش
- قلعه حید آباد
- ایرندگان
- روستای تمندان
- قلعه ایرندگان
- سرو زربین سنگان
- روستای سنگان در فاصله ۴۵کیلومتری شهرستان خاش یکی از زیباترین و سرسبزترین روستاهای سرحد است که به دهکده یاقوت قرمز (انار) معروف هست. از دیگر جاهای دیدنی سنگان به درخت کهنسال می‌توان اشاره کرد که قدمتی بالغ بر چندین هزار سال دارد و هنوز هم استوار و سرسبز است.

آبشارها متعدد و باغات انار زیبایی منحصر به‌فردی به این منطقه بخشیده است.
- گنبد ۲۰۰ ساله روستای زیارت (هیتوک) در سراوان
- موزه زنده سفال کلپورگان تنها موزه زنده سفال جهان است که قدمت هفت هزار ساله دارد. آنچه توجه جهانیان را به سفال کلپورگان جلب کرده، ساخت سفال بدون استفاده از چرخ سفالگری است به گونه ای که تمام سفالینه‌ها با روش‌های سنتی ابتدایی و توسط زنان بلوچ انجام می‌شود.
- سفال کلپورگان
- قلعه دزک
- کوه مهرگان
- مسجد جامع دزک از مساجد اولیه و مربوط به اوایل اسلام در این منطقه است که بیش از ۱۴۰۰ سال است که در این مسجد نماز جماعت اقامه می‌شود.
- مسجد جامع سرجو
- تپه کلاتک
- تپه کلاتک بخشان
- تپه روباهک
- تپه ککی
- تپه شاه مردان
- سنگ نگاره‌های گشت سنگ نگاره‌های گشت، مربوط به هزاره اول قبل از میلاد است مناطق کوهستانی و دره‌های فراوان اطراف گُشت، زیستگاه‌های کهن بلوچستان را به نشان می‌گذارند. قدمت بعضی از آنها در کوه‌های اطراف گُشت به ۱۲۰۰۰ سال قبل می‌رسد که نشان از تاریخ کهن، هنر کهن منطقه گُشت است.
- سنگ نگاره‌های سراوان بزرگ‌ترین نگارخانه سنگی در ایران: مهم‌ترین و بیشترین محل قرارگیری سنگ نگاره‌ها در محدوده مناطق شهرستان را «کوه مهرگان»، «دره کندیک»، «دره شیر و پلنگان»، «دره درو»، «دره هلی»، «کوه تونان» در سب و سوران و نقاشی‌های صخره ای «پیرگوران» و همچنین شامل روستای ناهوک، سنگ نگاره‌های «سر دشت ناهوک»، «دره نگاران» و «گشت» اشاره کرد. مهم‌ترین این سنگ نگاره‌ها که بر روی کوه‌های منطقه سردشت دردره ای بنام دره نگاران در محدوده روستای ناهوک واقع شده است و بر اساس بررسی‌های تاریخی و کارشناسی‌های باستان‌شناسی مربوط به دره شکار مربوط به ده هزار سال پیش است.[۲۳][۲۴]
- سنگ نگاره‌های دره نگاران ناهوک :دره نگاران» مجموعه ای کم‌نظیر از نقش و نگار کنده شده بر روی سینه سنگ‌ها و صخره‌ها است که نظر هر بیننده ای را به خود جلب می‌کند. در این محل انبوهی از نقوش اصیل و قابل مطالعه وجود دارد که با توجه به تعداد زیاد نقش و نگار آن را از جمله باستان شناسان اعلام کرده‌اند که توجهی به مجموعه نقوش دره نگاران مشخص می‌کند که مهاجران و مهاجمان در هزاره قبل از میلاد مسیح به این سرزمین وارد شده‌اند.[۲۵][۲۶][۲۷]

## تاریخچه
امان‌الله جهانبانی در سال ۱۳۰۸ منطقهٔ سرحد و نواحی اطراف آن را دزدآب(دزآپ) و خاش (واش) ذکر می‌کند که حدود ۵۰۰۰ نفر جمعیت داشته است. وی در کتاب خاطرات خود، جمعیت سرحد را شامل طوایف بلوچ با بیشترین درصد جمعیتی ذکر می‌کند.

## مردم‌شناسی
محققانی همچون اعتمادالسلطنه و سایر محققان اولین ساکنان سرحد را مردم بلوچ با بیشترین درصد جمعیتی ذکر می‌کند. به‌نقل از کتابچهٔ میرزا مهدی‌خان و کتاب احیاء الملوک (ملک غیاث الدین)، ساکنان سرحد، طوایف بلوچ هستند مشتمل بر شهلی‌بر ۱۲۰خانوار، میر ۱۲۰خانوار، یاراحمد زهی ۱۵۰خانوار، نارویی ۲۰۰خانوار، گمشادزهی ۱۰۰خانوار، مزارزهی ۳۰خانوار، ریگی ۵۰خانوار، جمال زهی (خاشی) ۱۵۰خانوار، کرد (سهراب‌زهی) ۱۰۰خانوار، تمندانی ۲۰۰ خانوار، ترشابی ۱۸۸خانوار، بامری و برهان‌زهی ۶۰خانوار، مرادزهی ۸۰خانوار و قلندرزهی ۱۰۰خانوار، جمشیدزهی ۳۰خانوار. سرپرسی سایکس و اعتمادالسلطنه، جمعیت بلوچ را دارای بیشترین شمار جمعیتی سرحد تمندانی و شهلی بر  به عنوان نخستین ساکنان سرحد یادشده و ایل شهلی‌بر،( طایفه کرد میر بلوچ زهی سهراب‌زهی) ، مرادزهی، یاراحمد زهی و نارویی، ریگی را مهم‌ترین طایفه این منطقه دانسته است.

### جمعیت
پرجمعیت‌ترین طایفه سرحد طایفه ریگی است با جمعیتی بالغ بر ۴۵هزار نفر که به صورت پراکنده در سرحد و دیگر نقاط بلوچستان ساکن هستند، طایفه نارویی ۴۰هزار، طایفه شه بخش ۳۵هزار، طایفه شهنوازی ۴۳هزار، طایفه کرد-میربلوچ زهی- سهراب‌زهی ۲۴هزار، مرادزهی ۲۰هزار خانوار و طایفه قلندرزهی ۲۰ هزار و طایفه هاشم‌زهی ۱۵هزار بزرگ‌ترین طوایف سرحد می‌باشند.
این ناحیه مرزی، از دوران صفویان و پس از آن دارای سیستم ناحیه‌ایِ سنتی مبتنی بر داد و ستد نابرابر میان کشاورزان واحدهای محلی و گروه قومی غالب بوده است که خراجی را به عنوان تضمین دسترسیِ کشاورزان به زمین جمع‌آوری می‌کردند.

## سده‌های اخیر
در سده‌های اخیر سیاست‌های ویژه حکومت مرکزی در واگذاری اختیار به اقوام محلی جهت مرزبانی، همکاریِ ناحیه‌ایِ اقوام با یکدیگر، شمار و انسجام داخلیِ اقوام و ارتباط اقوام با حکومت مرکزی از عوامل مؤثر در توسعه سیستم ناحیهٔ سنّتی بوده است. ولی امروزه گسترش حکومت متمرکز به ازهم‌گسیختگی آن سامانه انجامیده و سیستم اقتصادی - سیاسیِ ناحیه را دگرگون کرده است.

## کتابشناسی
- کتاب مهاجمان سرحد به نویسندگی رجینالد دایر